# Manfred Richter (Motorbootrennfahrer)

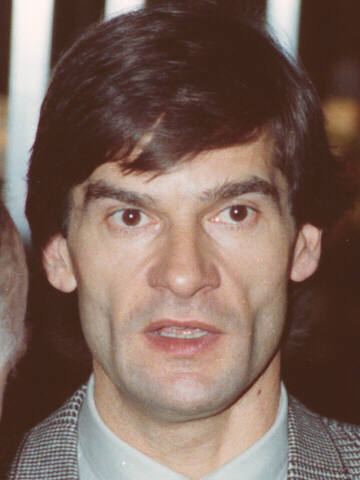
Manfred Richter 1981

Manfred Richter (* 29. Januar 1940 in Berlin) ist ein deutscher Motorbootrennfahrer.

## Leben
Manfred Richter wurde im Ostteil von Berlin geboren. Im Alter von 18 Jahren begann er, Motocrossrennen zu fahren. Kurz vor dem Bau der Berliner Mauer ging er in den Westen und fand in Düsseldorf einen neuen Arbeitsplatz. Hier begann er Auto-Rallys zu fahren.
Ein Arbeitskollege nahm ihn 1966 zu einem Motorbootrennen mit. Richter begeisterte sich für diesen Sport und kaufte dem Arbeitskollegen Boot und Motor ab. Er gewann Anfang 1967 in der Klasse B-Stock seine ersten beiden Rennen in Traben-Trarbach und Heilbronn. Der Wassersport blieb sein Hobby, auch wenn er sich beruflich mit einem Motorradgeschäft in Köln selbständig machte. 1980 errang er als größten Erfolg die Weltmeisterschaft.

## Sportliche Erfolge
Alle Klassen Rennboot mit Außenbordmotoren: OB bis 350 cm³, OC bis 500 cm³, B-Stock Gebrauchsmotoren bis 350 cm³
- 1968 Deutscher Vizemeister (Klasse B-Stock)
- 1969 Deutscher Vizemeister (Klasse B-Stock)
- 1970 Vize-Weltmeister (Klasse OB) in Vichy (Frankreich)
- 1970 Deutscher Vizemeister (Klasse OB)
- 1971 Deutscher Meister (Klasse OB)
- 1975 Deutscher Vizemeister (Klasse OC)
- 1977 Europameister (Klasse OC) in Nora (Schweden)
- 1977 Deutscher Vizemeister (Klasse OC)
- 1978 Deutscher Vizemeister (Klasse OC)
- 1980 Weltmeister (Klasse OC) in Melun (Frankreich)